# Kim Jung-kyum
Kim Jung-kyum  (Corea del Sur; 9 de junio de 1976) es un exfutbolista de Corea del Sur que jugaba en la posición de centrocampista.

## Carrera

### Club
| Periodo   | Club                   |
| --------- | ---------------------- |
| 1999-2004 | Chunnam Dragons        |
| 2005-2007 | Jeonbuk Hyundai Motors |
| 2008–2011 | Pohang Steelers        |
| 2012–2013 | Loyola Meralco Sparks  |

### Selección nacional
Jugó para Corea del Sur en siete ocasiones de 2003 a 2004, debutando el 25 de septiembre de 2003 ante Vietnam por la clasificación para la Copa Asiática 2004, y participó en la Copa Asiática 2004.

## Logros

### Individual
- Mejor Jugador de la Tongyeong Cup: 2004

### Club
- Korean FA Cup: 2005, 2008
- AFC Champions League: 2006